# Huntingdon (Tennessee)
Huntingdon is een plaats (town) in de Amerikaanse staat Tennessee, en valt bestuurlijk gezien onder Carroll County.

## Demografie
Bij de volkstelling in 2000 werd het aantal inwoners vastgesteld op 4349.
In 2006 is het aantal inwoners door het United States Census Bureau geschat op 4186, een daling van 163 (-3.7%).

## Geboren in Huntingdon
- Carl Mann (1942-2020), zanger en pianist

## Geografie
Volgens het United States Census Bureau beslaat de plaats een oppervlakte van
29,1 km², waarvan 29,0 km² land en 0,1 km² water. Huntingdon ligt op ongeveer 118 m boven zeeniveau.

## Plaatsen in de nabije omgeving
De onderstaande figuur toont nabijgelegen plaatsen in een straal van 20 km rond Huntingdon.